# Иглинский сельсовет
Иглинский сельсовет — муниципальное образование в Иглинском районе Башкортостана.

## История
Согласно «Закону о границах, статусе и административных центрах муниципальных образований в Республике Башкортостан» имеет статус сельского поселения.

## Население
| 2002    | 2009    | 2010    | 2012    | 2013    | 2014    | 2015    |
| ------- | ------- | ------- | ------- | ------- | ------- | ------- |
| 14 421  | ↗15 445 | ↗17 366 | ↗18 041 | ↗19 331 | ↗20 569 | ↗22 593 |
| 2016    | 2017    | 2018    |         |         |         |         |
| ↗24 622 | ↗26 876 | ↗28 717 |         |         |         |         |

## Состав сельского поселения
| № | Населённый пункт  | Тип населённого пункта       | Население |
| - | ----------------- | ---------------------------- | --------- |
| 1 | Иглино            | село, административный центр | ↗31 169   |
| 2 | Ягодная           | деревня                      | ↘471      |
| 3 | Красный Ключ      | деревня                      | ↘54       |
| 4 | Петрово-Федоровка | деревня                      | ↘17       |
| 5 | Еленинский        | деревня                      | ↘13       |